# Tom Pauka
Tom Pauka (Amsterdam, 3 februari 1934) is een voormalig radioprogrammamaker van de VARA en organisatieadviseur.

## Loopbaan
Pauka was in zijn jonge jaren (1948-1951) een verdienstelijk weltergewicht bokser. Hij trainde bij boksschool de Graaf aan de Amsteldijk.
Nadat hij de sportacademie CIOS had doorlopen, schreef hij als journalist voor Vrij Nederland, Het Parool en voor het -zeer kort in de jaren '60 bestaande- blad Twen sport-reportages.
Bij de VARA-radio bemande hij eerst met Gabri de Wagt en later met Wim de Jong, Steef de Groot en leerling Theo Uittenbogaard de documentaire-afdeling, waar een groot aantal fly-on-the-wall verslagen werden gemaakt, zoals de neerslag van een maandenlang verblijf bij de Utrechtse politie. Hij organiseerde in die jaren geliefde teach-ins, inspraak bij en over actuele onderwerpen. Hij begon in navolging van de Oost-Europa-Kroniek, met Karel Roskam de Afrikaanse Kroniek, met nieuws uit de net -of nog net niet- gedekoloniseerde landen van Afrika. In 1967 werd de Zilveren Reissmicrofoon aan hem toegekend.
Hij entameerde sensitivitytrainingen, die de arbeidsverhoudingen tussen werkgever en werknemers zouden moeten verbeteren, maar die leidden tot bittere verwijten en jarenlange vetes bij zijn collega's van en zijn werkgever de VARA.
Pauka was de 'spindoctor' van Joop den Uyl en inspireerde de linkervleugel van de PvdA, Nieuw Links. Hij zorgde voor een verjonging van de partij door ombudsman Marcel van Dam, VARA's perschef Andre van der Louw en vriend Arie van der Zwan de partij in te loodsen.
Hij was jarenlang organisatieadviseur bij De Beuk.

## Ombudsman
Pauka introduceerde naar Zweeds model het instituut ombudsman in Nederland, te beginnen op de VARA-televisie. De eerste (televisie-)ombudsman was Marcel van Dam. Daarna volgden Hans Ouwerkerk, Johan van Minnen en Frits Bom. De ombudsman werd een landelijk - en vaak gemeentelijk - instituut, ter controle van overheidshandelen. In 2010 keerde het televisieprogramma De Ombudsman nog even terug op televisie.

## Schrijverschap
Vanaf 1980 maakte Tom Pauka ook naam als literair auteur. Hij debuteerde met de verhalenbundel Een moeilijke eter en andere verhalen. De literaire pers reageerde unaniem positief. In 1981 volgde de roman/novelle Winnifred onttrekt zich aan het oog. Daarna publiceerde Tom Pauka twee romans die nog steeds kunnen rekenen op een groot lezerspubliek: Een ongewenst verlangen (1982) en De meidenziekte (1983), respectievelijk met als thema multiple sclerose en anorexia nervosa. Hierna verschenen nog twee romans, te weten Gedroomde kansen (1984) en Lente voor beginners (1985). Succes bleef echter uit. Wel publiceerde Pauka nog samen met Rein Zunderdorp - voormalig wethouder van Groningen - twee boeken over de voor- en nadelen van het inschakelen van externe adviseurs: De Banaan wordt bespreekbaar (1988) en Banaan voor gevorderden (1990). In beide boeken wordt het veranderingsproces van de gemeente Groningen eind jaren tachtig beschreven.
In het midden der jaren tachtig had Pauka ook een column in het weekblad voor kinderen van 8 tot 11 jaar Taptoe van Malmberg, onder de titel "Tom Pauka - Groot mens" , als tegenpool en gesprekspartner van het 'Kind' dat Taptoe las.
Kenmerkend voor Pauka's kleine maar overtuigende oeuvre, is het vertrouwen in de menselijke vitaliteit. Belast met gevoelens van schuld en overbodigheid slagen de hoofdpersonen er desondanks in hun leven zin en inhoud te geven. Zij blinken uit in levensmoed en verstaan de begerenswaardige kunst van het overleven.
Sinds 2017 is Pauka medewerker aan de tweewekelijkse opiniekrant Argus

## Secundaire literatuur
- August Hans den Boef, Ziekte, liefde en identiteit, in Bzzlletin nr. 128, 1985, pp. 7–10.
- Hugo Bousset, Tom Pauka: verloren onschuld, in Ons Erfdeel, 1986, nr. 2, pp. 274–276.
- G.C. de Vries, De kunst van het overleven. Het proza van Tom Pauka, in Ons Erfdeel, 1989, nr. 2, pp. 216–222.